# 弗魯特波特 (密歇根州)
弗魯特波特（英語：Fruitport）是位於美國密歇根州馬斯基根縣弗魯特波特特設鎮區的一個村。

## 人口
根據2020年美國人口普查的數據，弗魯特波特的面積為2.63平方千米，當中陸地面積為2.35平方千米，而水域面積為0.28平方千米。當地共有人口1103人，而人口密度為每平方千米419人。